# Tom Clancy’s Ghost Recon
Tom Clancy’s Ghost Recon — серия трёхмерных компьютерных игр в жанре тактических шутеров, посвящённых похождениям отряда спецназначения «Призраки». Сюжет написан игровым сценаристом Томом Клэнси. Игры серии Tom Clancy's Ghost Recon создаются компанией Red Storm Entertainment и издаются Ubisoft.

## Игры
| Игра                  | Metacritic                                           |
| --------------------- | ---------------------------------------------------- |
| Ghost Recon (2001)    | (GC) 59/100 (PC) 80/100 (PS2) 63/100 (Xbox) 84/100   |
| Desert Siege          | (PC) 82/100                                          |
| Island Thunder        | (PC) 82/100 (Xbox) 81/100                            |
| Jungle Storm          | (PS2) 70/100                                         |
| Ghost Recon 2         | (GC) 54/100 (PS2) 58/100 (Xbox) 80/100               |
| 2: Summit Strike      | (Xbox) 84/100                                        |
| Advanced Warfighter   | (PC) 80/100 (PS2) 44/100 (Xbox) 66/100 (X360) 90/100 |
| Advanced Warfighter 2 | (PC) 76/100 (PS3) 84/100 (PSP) 61/100 (X360) 86/100  |
| Predator              | (PSP) 54/100                                         |
| Ghost Recon (2010)    | (Wii) 46/100                                         |
| Shadow Wars           | (3DS) 77/100                                         |
| Future Soldier        | (PC) 71/100 (PS3) 79/100 (X360) 79/100               |
| Phantoms              | (PC) 70/100                                          |
| Wildlands             | (PC) 69/100 (PS4) 70/100 (XONE) 76/100               |
| Breakpoint            | (PC) 57/100 (PS4) 55/100 (XONE) 62/100               |

| Год  | Название                          | Платформы               | Платформы | Платформы | Платформы | Платформы   |
| Год  | Название                          | Microsoft               | Sony      | Nintendo  | Apple     | Прочее      |
| ---- | --------------------------------- | ----------------------- | --------- | --------- | --------- | ----------- |
| 2001 | Ghost Recon                       | Windows, Xbox           | PS2       | GameCube  | Mac OS    | Нет         |
| 2002 | Ghost Recon: Desert Siege         | Windows                 | Нет       | Нет       | Нет       | Нет         |
| 2002 | Ghost Recon: Island Thunder       | Windows, Xbox           | Нет       | Нет       | Нет       | Нет         |
| 2004 | Ghost Recon: Jungle Storm         | Нет                     | PS2       | Нет       | Нет       | N-Gage      |
| 2004 | Ghost Recon 2                     | Xbox                    | PS2       | GameCube  | Нет       | Нет         |
| 2005 | Ghost Recon 2: Summit Strike      | Xbox                    | Нет       | Нет       | Нет       | Нет         |
| 2006 | Ghost Recon Advanced Warfighter   | Windows, Xbox, Xbox 360 | PS2       | Нет       | Нет       | Нет         |
| 2007 | Ghost Recon Advanced Warfighter 2 | Windows, Xbox, Xbox 360 | PS3, PSP  | Нет       | Нет       | Java Mobile |
| 2010 | Ghost Recon Predator              | Нет                     | PSP       | Нет       | Нет       | Нет         |
| 2010 | Ghost Recon Wii                   | Нет                     | Нет       | Wii       | Нет       | Нет         |
| 2011 | Ghost Recon: Shadow Wars          | Нет                     | Нет       | 3DS       | Нет       | Нет         |
| 2012 | Ghost Recon: Future Soldier       | Windows, Xbox 360       | PS3       | Нет       | Нет       | Java Mobile |
| 2012 | Ghost Recon Phantoms              | Windows                 | Нет       | Нет       | Нет       | Нет         |
| 2017 | Ghost Recon Wildlands             | Windows, Xbox One       | PS4       | Нет       | Нет       | Нет         |
| 2019 | Ghost Recon Breakpoint            | Windows, Xbox One       | PS4       | Нет       | Нет       | Нет         |

### Tom Clancy’s Ghost Recon (2001)
2008 год. Власть в России захватили радикальные ультранационалисты. Их цель — восстановить «старую Советскую Империю». Украина, Беларусь, Казахстан — одно за другим бывшие независимые государства сползают обратно на орбиту русских. Ультранационалисты образуют новое государство — Российский демократический союз. Президентом становится некий Дмитрий Арбатов, а русские танки стоят в кавказских горах и в балтийских лесах, готовых ударить на Юг и на Запад. Мир затаил дыхание и ждёт. В Грузии коммандос США начинают противостояние с русскими.

### Tom Clancy’s Ghost Recon: Desert Siege (2002)
2009 год. Прошлогодние события в России привели к геополитической нестабильности, вылившейся в множество конфликтов по всему миру. Крупнейшим из них стала война Эфиопии с Эритреей — в Эфиопии власть захватил полковник Тесфайе Вольд, решивший вернуть Эфиопии выход к морю и задушить молодую Эритрейскую демократию.

### Tom Clancy’s Ghost Recon: Island Thunder (2002)
2010 год. После смерти Кастро в 2006 году кубинским народом правили всё более некомпетентные головорезы, но, к счастью, ситуация изменилась. В стране должны пройти первые со времен Батисты демократические выборы, но здесь действует множество незаконных военных формирований. Для обеспечения безопасности выборов на Кубу были введены американские войска и, в частности, группа «Призраки».

### Tom Clancy’s Ghost Recon: Jungle Storm (2004)
2010 год. Ситуация обострилась спустя месяц после событий Island Thunder. Теперь в стране воюют между собой три стороны — повстанцы, военные и правительство. Отряд «Призраков» возвращается и продолжает свою работу.

### Tom Clancy’s Ghost Recon 2 (2004)
В одиночной кампании игрок принимает на себя роль лидера команды «Призраки», капитана Скотта Митчелла, в Северной и Южной Кореях. Митчелл охарактеризован как «непревзойденный солдат», будучи ветераном нескольких вооруженных конфликтов и может использовать оружие любого класса, включая автоматы, карабины, пистолеты-пулемёты, снайперские винтовки и многое другое.

### Tom Clancy’s Ghost Recon 2: Summit Strike (2005)
В 2012 году Казахстан впал в хаос. Президент Казахстана вместе с Советом Безопасности убиты в результате взрыва, установленного известным афганским террористом и торговцем оружием по имени Асад Рахил.

### Tom Clancy’s Ghost Recon Advanced Warfighter (2006)
2013 год, отряд «Призраков» участвует в специальной операции с целью захвата нескольких мексиканских военных, обвиненных в незаконной продаже оружия боевикам в Колумбию…

### Tom Clancy’s Ghost Recon Advanced Warfighter 2 (2007)
После того, как команда «призраков» под командованием капитана Митчелла спасла президентов США и Мексики, неугомонные мексиканские повстанцы по-прежнему потрясают оружием и строят коварные планы. Игра берёт своё начало в 2014 году, спустя 48 часов после окончания событий первой части.

### Tom Clancy’s Ghost Recon Predator (2010)
В «Predator» игрок должен повести свой элитный отряд на охоту за террористами в джунгли острова Шри-Ланка.

### Tom Clancy’s Ghost Recon Wii (2010)
После того, как они были внедрены в Москву и отделены от остальной части их команды, «Призраки» Хиббард и Бут должны действовать как команда из двух человек, полагаясь на разведданные местной милиции, чтобы добраться до своей цели в городе, напичканным врагами.

### Tom Clancy’s Ghost Recon: Shadow Wars (2011)
Пошаговая тактическая RPG компьютерная игра для Nintendo 3DS которая была разработана Ubisoft Sofia Studio

### Tom Clancy’s Ghost Recon: Future Soldier (2012)
События игры происходят в 2024 году в Южной Америке, Африке, Пакистане и России. Чтобы противостоять постоянно меняющимся угрозам мира будущего, объединённое командование специальных операций ВС США создало подразделение для выполнения особых заданий. Эта особая группа способна выполнить любую задачу бесшумно, незаметно и с максимальной отдачей.

### Tom Clancy’s Ghost Recon Phantoms (2012)
Тактический шутер от третьего лица с элементами массовой многопользовательской онлайн-игры разработки студии Ubisoft Singapore.

### Tom Clancy’s Ghost Recon Wildlands (2017)
Действие игры разворачивается в Боливии в 2019 году, за пять лет до событий Future Soldier. Боливия по игре является крупнейшим поставщиком наркотиков в мире. Поставки контролируются наркокартелем Санта Бланка, мощной организацией, чьё влияние дестабилизирует регион. Правительство США обеспокоено ростом влияния наркокартеля.

### Tom Clancy’s Ghost Recon Breakpoint (2019)
Действие игры разворачивается в 2025 году, через шесть лет спустя после событий Wildlands и один год после событий Future Soldier. Действие разворачивается на острове Ауроа на юге Тихого океана, принадлежащем миллиардеру и филантропу Джейсу Скеллу — основателю и владельцу «Skell Technology».

## Ответвления
| Год  | Название   | Платформы         | Платформы | Платформы | Платформы                                                              |
| Год  | Название   | Microsoft         | Sony      | Nintendo  | Прочее                                                                 |
| ---- | ---------- | ----------------- | --------- | --------- | ---------------------------------------------------------------------- |
| 2009 | H.A.W.X    | Windows, Xbox 360 | PS3       | Wii       | Java Mobile, Android, iPhone, Palm Pre, BlackBerry PlayBook, Symbian^3 |
| 2010 | H.A.W.X. 2 | Windows, Xbox 360 | PS3       | Нет       | Нет                                                                    |

### Tom Clancy’s H.A.W.X (2009)
Боковое ответвление серии в жанре авиасимулятора. Игра проходит после событий Tom Clancy’s Ghost Recon Advanced Warfighter, как один из вариантов развития истории. Действие сюжета игры происходит в 2021 году, когда после заключения Рейкъявикских соглашений 2012 года наступил расцвет частных военных компаний, и некоторые из них по своей мощи превзошли вооружённые силы небольших государств. Другой версией развития событий является игра Tom Clancy’s EndWar.

### Tom Clancy’s H.A.W.X. 2 (2010)
После событий первой части отряд «H.A.W.X.» отправляется на Средний Восток, где был зафиксирован высокий уровень насилия и появление различных лидеров повстанцев в разных «горячих точках».